# Virus cúm A/H10N3
Virus cúm A/H10N3 là một phân nhóm thuộc của virus cúm gia cầm, tồn tại chủ yếu ở các loài gia cầm hoang dã. Trường hợp ca nhiễm đầu tiên ở người được báo cáo vào năm 2021.

## Tồn tại trong quần thể động vật
Chỉ có khoảng 160 trường hợp nhiễm virus cúm A/H10N3 được báo cáo trong 40 năm (trước năm 2018), chủ yếu ở các loài chim nước hoặc chim hoang dã. Các nghiên cứu hiện tại cho thấy virus cúm H10 hiện diện ở nhiều loài gia cầm trong nước và hoang dã, cũng như ở động vật có vú, cho thấy tiềm năng thích nghi. H10N3 được phân lập trên một vùng phân bố địa lý rộng rãi, ở các loài gà, vịt, chim nước và chim trên cạn. Ở động vật, virus gây bệnh khá đa dạng, chứa đột biến phức tạp để thích nghi và gây bệnh ở gà, vịt và chuột. Điều này cho thấy mối đe dọa tiềm tàng đối với con người, mặc dù H10N3 thường là một chủng ít nghiêm trọng hơn và không có khả năng gây ra một đợt bùng phát diện rộng.

## Tồn tại trong quần thể người
Trường hợp nhiễm H10N3 đầu tiên trên người được báo cáo ở Trấn Giang thuộc tỉnh Giang Tô, Trung Quốc. Đây là một bệnh nhân nhập viện với tình trạng sốt và các triệu chứng hô hấp diễn tiến nặng vào ngày 28 tháng 4 năm 2021, chẩn đoán xác định nhiễm virus H10N3 vào tháng 5 năm 2021. Không ai trong số những người tiếp xúc gần với bệnh nhân có bất kỳ triệu chứng hoặc dấu hiệu nhiễm trùng nào. Lấy mẫu bệnh phẩm của bệnh nhân này, virus chứa vị trí phân cắt hemagglutinin (HA) phù hợp với đặc tính của virus "cúm gia cầm có khả năng gây bệnh thấp" (LPAI). Vị trí phân cắt hemagglutinin chứng minh đây là chủng phân loại, là sự kết hợp các gen hemagglutinin (HA) và neuraminidase (NA) của H10N3 với các gen bên trong của virus H9N2.
Theo Ủy ban Y tế Quốc gia Trung Quốc (NHC), các trường hợp nhiễm H10N3 ở người chưa được báo cáo ở những nơi khác ở Trung Quốc. Không có dấu hiệu nào cho thấy virus dễ lây truyền giữa người với người, không có trường hợp nào được xác nhận là lây truyền từ người sang người. Các loại cúm H10 có nguồn gốc từ gia cầm khác được báo cáo ở người xuất hiện ở Ai Cập, Úc và Trung Quốc, cho thấy mốii nguy tiềm ẩn đối với sức khỏe cộng đồng. Tuy vậy không có chủng nào được phát hiện cho đến nay có dấu hiệu lây truyền sang người.